# El gat Tabby
El gat Tabby (títol original en anglès, Tabby McTat) és un curtmetratge d'animació britànic de 2023. És una adaptació d'un llibre infantil de Julia Donaldson i Axel Scheffler. S'ha doblat al català.

## Sinopsi
En el mogut cor de Londres, el gat Tabby i el seu amic Fred, que és músic de carrer, encanten a les multituds amb els seus duets harmoniosos fins que un fet inesperat els separa.

## Repartiment
- Jodie Whittaker	...	Narradora (veu)
- Rob Brydon	...	Fred (veu)
- Sope Dirisu	...	Tabby McTat (veu)
- Susan Wokoma	...	Sock (veu)
- Joanna Scanlan	...	Pat (veu)
- Cariad Lloyd	...	Prunella (veu)
- Felix Tandon	...	Nen de l'ambulància (veu)
- Rory Finnegan	...	Samuel Sprat (veu)

## Premis i nominacions
| Any  | Premi                          | Categoria                | Guanyador    | Resultat  |
| 2024 | 52ns Premis Emmy Internacional | Millor animació infantil | El gat Tabby | Guanyador |